# Alba tragica
Alba tragica (Le jour se lève) è un film del 1939 diretto da Marcel Carné. La sceneggiatura è di Jacques Prévert, basata su una storia di Jacques Viot.
Il film è considerato uno dei principali esempi della corrente cinematografica francese del realismo poetico.
È stato presentato in concorso alla 7ª Mostra del Cinema di Venezia.

## Trama
Un uomo viene colpito a morte, esce da un appartamento e cade dalle scale. All'interno della stanza c'è Francesco, colui che gli ha sparato, che si barrica in casa e rivive tutti gli avvenimenti che l'hanno portato al gesto estremo.
Francesco è un operaio in una fonderia, casualmente conosce Francesca, una ragazza che lavora presso un fioraio e subito prova simpatia per lei, oltre ad avere lo stesso nome appartengono alla stessa famiglia di coloro che non hanno famiglia dato che sono entrambi orfani.
Francesca però sembra essere interessata ad un altro uomo, si tratta di Valentin un vanesio e manipolatore ammaestratore di cani che è appena tornato in città per esibirsi con la sua assistente Clara che stanca della vita girovaga assieme a lui decide di lascialo e la sera stessa, subito dopo averlo conosciuto, inizia una relazione con Francesco.
Passano le settimane, Francesco si divide tra le due donne, vorrebbe impegnarsi seriamente con Francesca mentre considera la storia con Clara solo una piacevole parentesi. La donna amareggiata capisce i sentimenti dell'uomo ma lo avverte anche sul vero carattere di Valentin. In seguito, durante un chiarimento con Francesca, l'uomo scopre che Valentin non è il vero zio della ragazza (padre nell'edizione originale francese) e che la ragazza aveva quasi pensato di essere innamorata di lui ma è con Francesco che vuole stare adesso.
Il mattino dopo Valentin si reca nell'appartamento di Francesco, con lui ha una pistola, ha infatti intenzione di ucciderlo ma dopo averlo stuzzicato facendogli intendere di avere avuto un rapporto con la giovane Francesco lo disarma e gli spara. Francesco rimasto solo capisce che non ha via di scampo, pur essendo benvoluto da tutti ha pur sempre ucciso un uomo e mentre la polizia si appresta a lanciare i gas lacrimogeni per poi irrompere nella stanza si spara e muore.

## Produzione
Le riprese si svolsero da febbraio a maggio del 1939 nei Paris-Studios-Cinéma di Boulogne-Billancourt.

## Distribuzione
La prima del film avvenne il 17 giugno 1939 al cinema Madeleine di Parigi.
Il film fu vietato ai minori di sedici anni (con il motivo dichiarato dalla censura militare di essere «demoralizzante»). Nel 1940 fu imposto il taglio di un'inquadratura di Arletty nuda, che in seguito non venne più reinserita. La sequenza è stata in seguito ripristinata in occasione del restauro in 4K della pellicola per la distribuzione in formato Blu-ray.
La pellicola è stata presentata alla mostra del Cinema di Venezia del 1939 dove era in competizione nella categoria di Miglior Film.

## Remake
Nel 1947 ha avuto un remake hollywoodiano, La disperata notte (The Long Night), diretto da Anatole Litvak con protagonista Henry Fonda ed un finale diverso.